# Jean IV d'Antioche
Jean IV d'Antioche ou Jean IV Qurzahli fut patriarche d'Antioche de l'Église jacobite d'21 avril 910 au 30 novembre 922.